# NGC 4096
NGC 4096 (другие обозначения — UGC 7090, MCG 8-22-67, ZWG 243.43, IRAS12034+4745, PGC 38361) — спиральная галактика с перемычкой (SBc) в созвездии Большая Медведица.
Этот объект входит в число перечисленных в оригинальной редакции «Нового общего каталога».
В галактике вспыхнула сверхновая SN 1960H типа Ia-p, её пиковая видимая звездная величина составила 14,5.
В галактике вспыхнула сверхновая SN 2014bi типа IIP, её пиковая видимая звездная величина составила 18,2.
Галактика NGC 4096 входит в состав группы галактик NGC 4051. Помимо NGC 4096 в группу также входят ещё 19 галактик.